# کوچه بهشت
«کوچه بهشت» (انگلیسی: Paradise Alley) یک فیلم به کارگردانی و بازی سیلوستر استالونه است که در سال ۱۹۷۸ منتشر شد.

## بازیگران
- سیلوستر استالونه
- کوین کانوی
- آن آرچر
- آرماند آسانته
- تری فانک
- فرانک مک‌ری
- تام ویتس
- فرانک استالونه
- پاملا دی بار